# Bandera d'Arsèguel
La bandera oficial d'Arsèguel té la següent descripció:
Bandera apaïsada, de proporcions dos d'alt per tres de llarg, tricolor vertical verd clar, negre i groc.
Va ser aprovada el 27 de maig de 2010 i publicada en el DOGC el 18 de juny del mateix any amb el número 5653.